# Round Mountain (Texas)
Round Mountain è un centro abitato degli Stati Uniti d'America, situato nella contea di Blanco dello Stato del Texas.

## Geografia fisica
Round Mountain è situata a 30°26′11″N 98°21′15″W (30.436308, -98.354130), circa 37 miglia (60 km) a ovest di Austin.
Secondo lo United States Census Bureau, ha un'area totale di 2,3 miglia quadrate (6.0 km²).

## Società

### Evoluzione demografica
Secondo il censimento del 2000, c'erano 111 persone, 41 nuclei familiari e 33 famiglie residenti nella città. La densità di popolazione era di 48,3 persone per miglio quadrato (18,6/km²). C'erano 46 unità abitative a una densità media di 20,0 per miglio quadrato (7,7/km²). La composizione etnica della città era formata dall'87,39% di bianchi, il 9,01% di altre razze, e il 3,60% di due o più etnie. Ispanici o latinos di qualunque razza erano il 18,02% della popolazione.
C'erano 41 nuclei familiari di cui il 29,3% aveva figli di età inferiore ai 18 anni, il 73,2% erano coppie sposate conviventi, il 4,9% aveva un capofamiglia femmina senza marito, e il 19,5% erano non-famiglie. Il 17,1% di tutti i nuclei familiari erano individuali e il 12,2% aveva componenti con un'età di 65 anni o più che vivevano da soli. Il numero di componenti medio di un nucleo familiare era di 2,71 e quello di una famiglia era di 3,06.
La popolazione era composta dal 25,2% di persone sotto i 18 anni, il 7,2% di persone dai 18 ai 24 anni, il 19,8% di persone dai 25 ai 44 anni, il 32,4% di persone dai 45 ai 64 anni, e il 15,3% di persone di 65 anni o più. L'età media era di 43 anni. Per ogni 100 femmine c'erano 85,0 maschi. Per ogni 100 femmine dai 18 anni in giù, c'erano 88,6 maschi.
Il reddito medio di un nucleo familiare era di 39.500 dollari, e quello di una famiglia era di 44.375 dollari. I maschi avevano un reddito medio di 30.938 dollari contro i 25.833 dollari delle femmine. Il reddito pro capite era di 16.220 dollari. C'erano no famiglie e il 2,3% della popolazione che vivevano sotto la soglia di povertà, incluso no under eighteens e nessuno sopra i 64 anni.